# Оби ет Епеса
Оби ет Епеса (фр. Aubie-et-Espessas) насеље је и општина у југозападној Француској у региону Аквитанија, у департману Жиронда која припада префектури Бордо.
По подацима из 2011. године у општини је живело 1226 становника, а густина насељености је износила 162,38 становника/km². Општина се простире на површини од 7,55 km². Налази се на средњој надморској висини од 47 метара (максималној 56 m, а минималној 14 m).

## Демографија
| 1962. | 1968. | 1975. | 1982. | 1990. | 1999. | 2011. |
| ----- | ----- | ----- | ----- | ----- | ----- | ----- |
| 555   | 602   | 675   | 901   | 940   | 950   | 1.226 |

График промене броја становника у току последњих година